# Saison 4 de Weeds
Chronologie
Saison 3 de Weeds Saison 5 de Weeds
Cet article présente le guide de la quatrième saison du feuilleton télévisé Weeds.

## Épisode 1:Mission accomplie
- Titre original : Mother Thinks the Birds Are After Her
- Scénariste(s) : Jenji Kohan
- Réalisateur(s) : Craig Zisk
  -  États-Unis
- Résumé : Après la découverte de la plantation de cannabis, Celia est interrogée par la brigade des stupéfiants. Elle tente de convaincre Roy Till qu'elle n'a aucun lien avec ce trafic. Certains sont cependant bien décidés à ne pas révéler la vérité. Après avoir quitté Agrestic, Nancy confie à Shane, Silas et Andy qu'elle compte se rendre chez Bubbie, la grand-mère paternelle des enfants, installée à Ren Mar, une ville du Sud de la Californie, près de la frontière mexicaine. Alors qu'Andy est confronté à son père, Lenny, Nancy doit composer avec Guillermo, très intéressé par la nouvelle situation géographique de sa protégée...

## Épisode 2:Jouer n'est pas gagner
- Titre original : Lady's a Charm
- Scénariste(s) : Victoria Morrow
- Réalisateur(s) : Craig Zisk
  -  États-Unis
- Résumé : Celia s'adapte difficilement à la vie en prison et tente d'être libérée à tout prix. Désormais installée à Ren Mar, Nancy s'occupe à nouveau de ses affaires illégales. Elle accepte de faire le coursier pour Guillermo, mais sa première traversée de la frontière entre le Mexique et les États-Unis se révèle assez compliquée. Silas parvient à trouver un nouvel emplacement pour ses pousses. Et Lenny demande à Shane et Silas de veiller sur sa mère pendant qu'il part suivre les courses à l'hippodrome...

## Épisode 3:Les Oiseaux
- Titre original : The Whole Blah Damn Thing
- Scénariste(s) : Ron Fitzgerald
- Réalisateur(s) : David Steinberg
  -  États-Unis
- Résumé : Roy Till propose un marché à Celia : en échange de sa libération de prison, elle doit lui livrer des informations sur Nancy et Guillermo. Ce dernier passe en revue toutes les erreurs commises par Nancy quand elle franchissait la frontière américano-mexicaine. Malgré tout, elle est à nouveau renvoyée sur place pour ramener de la drogue. De son côté, Andy souhaite exaucer les dernières paroles de sa grand-mère mais il craint la réaction de son père, Lenny, et n'ose pas aborder le sujet avec lui. Il se confie à Silas et Shane, qui partagent son avis. Le benjamin est envoyé chez son grand-père pour tenter de le convaincre...

## Épisode 4:Sincères condoléances
- Titre original : The Three Coolers
- Scénariste(s) : Roberto Benabib
- Réalisateur(s) : Paris Barclay
  -  États-Unis
- Résumé : Après la mort de Bubbie, toute la famille Botwin respecte shiv'ah, une tradition juive de recueillement qui suit le deuil et qui dure sept jours après l'enterrement. Une fois cette semaine écoulée, Guillermo envoie à nouveau Nancy près de la frontière mexicaine pour une nouvelle mission. Elle demande à Andy de l'accompagner. De son côté, Lenny décide de vendre la maison, mais finit par apprendre que Nancy est trafiquante de drogue et décide de prendre son argent et lui réclamer 10 000 € par mois comme loyer. Celia continue de travailler pour le compte du capitaine Till tandis que Doug, dont les malversations ont été découvertes, se réfugie chez les Botwin...

## Épisode 5:La fête du flan
- Titre original : No Man is Pudding
- Scénariste(s) : Rolin Jones
- Réalisateur(s) : Craig Zisk
  -  États-Unis
- Résumé : Celia, qui espionne Guillermo pour le compte de Roy Till, se retrouve dans une situation compromettante. Nancy parvient enfin à retourner au Mexique pour récupérer Andy mais celui-ci n'est plus là où elle l'avait laissé. En effet, son beau-frère a suivi des immigrés qui tentent de rentrer clandestinement aux États-Unis. À leurs côtés, il découvre la cruauté des passeurs. Au domicile des Botwin, Silas et Shane découvrent un nid d'abeilles... De plus l'agent Till rencontre Nancy qui le menace de dévoiler la vérité sur l'affaire Scottson. Nancy, quant à elle renonce temporairement à la vente de drogue puisque Guillermo subvient à ses besoins en la faisant travailler dans une boutique d'habit pour femmes enceintes, ce qui est la couverture officielle pour les activités illégales de Guillermo.

## Épisode 6:Défense d'entrer
- Titre original : Excellent Treasures
- Scénariste(s) : Jenji Kohan
- Réalisateur(s) : Julie Anne Robinson
  -  États-Unis
- Résumé : Nancy découvre un tunnel creusé sous la boutique de vêtements de grossesse qu'elle tient. Tout d'abord effrayée, elle cède finalement à la curiosité et suit le chemin souterrain. Elle découvre avec stupeur que celui-ci la mène au Mexique, dans le garage où elle s'est déjà rendue pour le compte de Guillermo, elle découvre un partenaire de celui-ci qui s'avère être le maire de la ville mexicaine, Esteban. Pendant ce temps, Shane fait l'inventaire des biens de son arrière-grand-mère qu'il se prépare à vendre, et en tire une petite somme (8 000 € et quelques). Refusant de suivre son père, qui vient d'accepter un poste et doit déménager, Isabelle supplie sa mère de l'accepter à ses côtés. Doug tombe amoureux d'une Mexicaine arrêtée sous ses yeux. Quant à Silas, il tente de séduire Lisa...

## Épisode 7:Yes, I Can
- Titre original : Yes, I Can
- Scénariste(s) : Matthew Salsberg
- Réalisateur(s) : Scott Ellis
  -  États-Unis
- Résumé : Pour se faire de l'argent, Nancy veut à nouveau vendre de la marijuana. Elle rappelle son ancienne équipe, qui s'avère prête à reprendre du service. Mais quand elle en parle à Guillermo, celui-ci refuse de lui vendre le produit à un prix intéressant. Nancy décide alors de s'adresser à Esteban, le politicien qui supervise les transactions, qui finit par accepter. De son côté, Celia découvre que les médicaments sont bien moins chers au Mexique. Alors que la relation entre Silas et Lisa se poursuit, Shane découvre des photos compromettantes de sa mère. Doug et Andy se renseignent sur les activités des passeurs, et Doug s'engage dans une milice...

## Épisode 8:Le passeur de Dieu
- Titre original : I Am the Table
- Scénariste(s) : David Holstein et Brendan Kelly
- Réalisateur(s) : Adam Bernstein
  -  États-Unis
- Résumé : À l'improviste, Esteban invite Nancy pour un déjeuner dans un restaurant mexicain, mais leur tête-à-tête est interrompu par une attaque armée. De son côté, Celia est désormais complètement dépendante à un médicament. Doug et Andy deviennent des passeurs et font entrer illégalement aux États-Unis leurs premiers «clients», bien qu'ils ne soient pas payés. Silas révèle à Lisa qu'il fait pousser des plants de cannabis ; elle lui propose un marché. C'est le premier jour de Shane dans une nouvelle école. Cette rentrée l'inquiète et il est bien décidé à faire forte impression dès le début... En frappant l'élève le plus populaire

## Épisode 9:Maman les gros bateaux
- Titre original : Little Boats
- Scénariste(s) : Ron Fitzgerald
- Réalisateur(s) : Craig Zisk
  -  États-Unis
- Résumé : Nancy et Esteban ont des emplois du temps très chargés, qui rendent leurs rendez-vous quasi impossibles. Par ailleurs, la mère de Shane et Silas doit avoir une discussion sérieuse avec ses fils à propos de leur vie sexuelle. De son côté, Celia, devenue complètement dépendante à la cocaïne, cherche vainement à s'en procurer. Au Mexique, Andy et Doug tentent de retrouver la femme dont Doug est tombé amoureux. Leur chemin croise celui d'El Coyote, un passeur qui en veut tout particulièrement à Andy. Dans son nouveau collège, Shane fait sensation. Quant à Silas et Lisa, ils poursuivent leurs affaires fructueuses...

## Épisode 10:Toutes premières fois
- Titre original : The Love Circle Overlap
- Scénariste(s) : Victoria Morrow
- Réalisateur(s) : Julie Anne Robinson
  -  États-Unis
- Résumé : Nancy découvre, horrifiée, que le tunnel qui mène du Mexique à son magasin ne sert pas uniquement à convoyer de l'herbe. De plus, elle fait les frais d'une migraine tenace dont aucun médicament ne vient à bout. Les proches de Celia, décidés à en finir avec son addiction à la cocaïne, se mobilisent et l'obligent à participer à un stage de désintoxication. Andy parvient à retrouver Maria, dont Doug s'est épris, et l'aide à traverser la frontière pour rejoindre son ami. Chez les Botwin, Silas garde Rad, le fils de Lisa, tandis que Shane s'aventure en terrain inconnu avec deux filles de son collège...

## Épisode 11:Fromage de tête
- Titre original : Head Cheese
- Scénariste(s) : Roberto Benabib, Rolin Jones et Matthew Salsberg
- Réalisateur(s) : Craig Zisk
  -  États-Unis
- Résumé : Nancy ne sait où donner de la tête entre les ébats de Shane, les suites de sa transe provoquée par l'ayuasca et une confrontation avec Guillermo. Au centre de désintoxication, Celia doit empêcher son partenaire de replonger dans les affres de la drogue. Les retrouvailles passées, la relation entre Doug et Maria piétine, et leurs envies diffèrent. Ils confient leurs angoisses à Andy. Pendant ce temps, les affaires de Silas marchent incroyablement bien. Pour développer sa production, le jeune homme a besoin de davantage d'espace pour installer ses serres à l'abri des regards indiscrets. Il parle de ses projets à sa mère...

## Épisode 12:Descente et pas qu'aux Enfers
- Titre original : Till We Meet Again
- Scénariste(s) : Roberto Benabib, Rolin Jones et Matthew Salsberg
- Réalisateur(s) : Michael Trim
  -  États-Unis
- Résumé : Nancy ne supporte pas l'idée que le tunnel construit sous son magasin serve à un trafic humain qu'elle juge abominable. Aussi, elle n'hésite pas et emploie les grands moyens pour mettre fin à cette affaire sordide en contactant la DEA. Par ailleurs, elle découvre qu'Esteban est le père de trois enfants. Après avoir quitté le centre de désintoxication, Celia décide de faire amende honorable auprès des membres de sa famille qu'elle a offensés. Déçue par l'attitude de Doug, Maria fait des avances à Andy. Quant à Shane, il tente d'impressionner ses amies et cherche à obtenir de la marijuana auprès de son frère...

## Épisode 13:Travailler plus pour tuer plus
- Titre original : If You Work for a Living, Then Why Do You Kill Yourself Working?
- Scénariste(s) : Jenji Kohan
- Réalisateur(s) : Craig Zisk
  -  États-Unis
- Résumé : Le tunnel qui relie les États-Unis au Mexique a été découvert par les autorités. Malgré l'accord qu'ils ont passé, Roy Till exige que Nancy lui révèle l'identité du responsable du trafic. De son côté, Esteban découvre qui a informé la brigade des stupéfiants. Toujours en quête de rédemption, Celia part à la recherche de sa fille aînée, Quinn, qui vit au fin fond du Mexique. Silas, qui s'apprête à fêter son 18e anniversaire, se fait surprendre chez Lisa par l'ex-mari de sa compagne et Doug trouve une bonne raison de rester en vie...